# زائدة (تشريح)

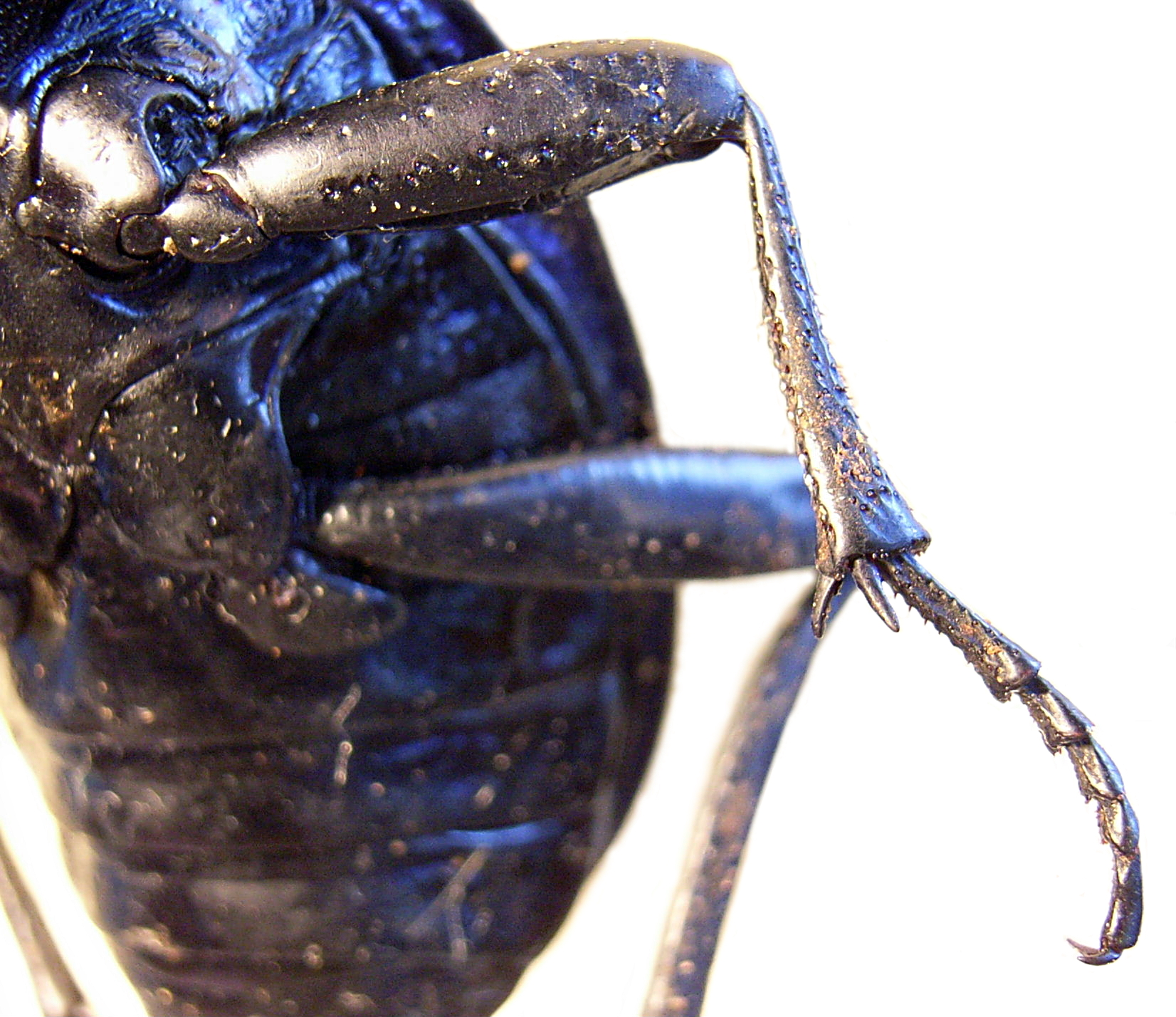
ساق خنفساء.

الزائدة أو اللاحقة  (بالإنجليزية: Appendage)‏ هي جزء خارجي من الجسم، أو امتداد طبيعي له يبرز من الجسم.
في علم أحياء اللافقاريات يُقصد بالزوائد أي أجزاء متماثلة من الجسم تمتد من قطعة جسم بما في ذلك: قرون الاستشعار، أجزاء الفم [الإنجليزية] (وتشمل اللحي [الإنجليزية]، الفك السفلي [الإنجليزية] والأرجل الفكية)، الخياشيم، أطراف [الإنجليزية] الحركة (الأرجل الفكية للمشي وأرجل العوم للسباحة) الأعضاء التنناسلية (الأقدام التناسلية [الإنجليزية]) وأجزاء الذيل (الأقدام الذيلية). في العادة يحمل كل مقطع جسمي زوجا من الزوائد. تسمى الزائدة المعدَّلة للمساعدة في التغذية بالرجل الفكية أو القدم الفكية.
في الفقاريات، يمكن أن تشير الزائدة إلى جزء من الجسم وظيفته الحركة متل الذيل، زعانف السمك، الأطراف (الأرجل، القلابات [الإنجليزية] والأجنحة) وفي رباعيات الأطراف: الأعضاء التناسلية المكشوفة، الأعضاء الدفاعية مثل: القرون والقرايل، أو أعضاء حسية مثل: الصيوانات، الخراطيم (الخطوم) واللوامس [الإنجليزية]
قد تصبح الزوائد «أحادية التفرع» -كما هو الحال لدى الحشرات والحريشات- حيث تتكون كل زائدة من مقطع واحد. أو تكون «ثنائية التفرع» -كما هو الحال لدى القشريات- حيث تتفرع كل زائدة إلى مقطعين. الزوائد ثلاثية التفرع ممكنة كذلك.
جميع زوائد مفصليات الأرجل هي متغيرات لنفس البنية الأساسية (متناددة) ويُتحكم في البنية التي يتم إنتاجها بواسطة جينات علب التماثل، سمحت التغييرات في هذه الجينات للعلماء بإنتاج حيوانات (ذبابة فاكهة شائعة بالتحديد) ذات زوائد معدَّلة مثل سيقان بدل قرون استشعار.